# 暴风集团
暴风集团股份有限公司（简称暴风集团、暴风科技；老三板：400115，简称：R暴风1；深交所除牌前：300431，简称：暴風退），是一家中国互联网公司。2007年1月18日成立，它于2015年3月24日，在深圳证券交易所创业板上市。

## 公司历史

### 早期发展
2007年，冯鑫控股的北京酷热科技有限公司整体收购暴风影音，从品牌效应考虑，他将合并后的公司直接以暴风科技为名。暴风科技最初起家于暴风影音的影视播放软件开发及视频服务，其影视采取P2P技术，并衍生暴风影音的客户端及暴风看电影等内容平台。组建后不久，冯鑫开始积极准备公司上市，并首选海外上市。为此他构建起VIE架构，准备三年内向美国上市。
然而2008年金融危机爆发，在美国上市的中国概念股纷纷跳水，促使冯鑫考虑美国市场对于暴风科技的认可程度。而同年，由于优酷、土豆、搜狐等视频网站相继崛起，并形成版权闭环，逼迫暴风科技离开第一阵营；与此同时暴风的竞争对手相继询价收购。2010年，中信证券建议冯鑫拆除VIE架构，改为回国上市。与此同时，国内上市公司华谊兄弟和乐视网的成功更强化了冯鑫回国上市的决心。

### A股上市與資本運作
在拆除复杂的VIE结构、以及中国证监会恢复了此前暂停了两年多的IPO后，2015年3月24日，暴风科技登陆深圳证券交易所创业板，随后展开了二十八个“一”字涨停，一举打破兰石重装此前创造的连续24个涨停板记录。之后暴风再次出现11次涨停，股价从发行价7.14元/股一度达到327.01元/股，暴涨43倍，市值达到369.1亿元。暴风科技股价暴涨，也引起了一些竞争对手，包括腾讯公司的马化腾不满。
在2014年12月，暴风科技即与湖南维爱电子科技合作，推出第二代可穿戴虚拟现实装备暴风魔镜。随后不断推出第三代和第四代暴风魔镜。魔镜因为价格低廉，迅速占据了中国的市场，但是市场对此的评价并不高，主要批评包括片源少以及穿戴不适等。与此同时暴风魔镜的大量早期布局，也损害了暴风的主要营业收入利润——2015年第一季度报告显示亏损。2015年4月暴风科技将暴风魔镜的部分股权变卖，以减少对集团公司业绩的影响；并将暴风魔镜独立融资，邀请华谊兄弟、天音、爱施德、松禾资本参与到其中的研发和渠道销售。同年5月30日暴风魔镜和华录百纳签署全面战略合作关系，宣布布局VR产业整體VR產品在獲利面是失敗但確實提供了股市題材。

### 暴风TV電視機失敗
2015年7月宣布与青岛海尔旗下的日日顺、奥飞动漫、三诺数码合资，推出暴风TV電視機。2016年3月，暴风科技进行了一系列资本运作，包括计划收购侧重研发的立动科技和侧重发行的甘普科技；随后计划购买江苏稻草熊影业的60%股权，并联手踏入影视内容圈。然而同年6月7日，中国证监会发布公告称，暴风科技发行股份购买该三公司资产的预案未获通过。
然後續暴风TV业务表现并不好。2017暴风电视销量为84万台，低于200万台的销售目标且仅比2016年增加了4万台。主营TV业务的子公司暴风统帅2017年营收13.45亿元，亏损3.2亿元。2018年7月，CEO冯鑫持有的暴风集团3271296股被北京市朝阳区人民法院冻结，持股占冯鑫持股的4.65%，占公司总股本的0.99%。9日晚间公司微信公众号发布《三年大考，暴风雨中的暴风——冯鑫的内部两小时长谈》。次日，深交所发关注函要求公司和冯鑫就一些预测性敏感问题进行解释说明。

### MP & Silva事件
MP & Silva公司是註冊於英國的一間體育賽事轉播權公司，由三位義大利人創辦執掌，手上有意甲、法甲、苏超、法網等體育賽事在歐亞多國轉播權。
2016年5月25日，暴风联合光大系资本、招商銀行、群畅金融成立上海浸鑫投资咨询合伙企业完成对MP & Silva的65%股权的收购，并与后者签署《战略合作备忘录》，踏足体育内容领域；次日，暴风科技更名为暴风集团。同年6月7日，暴风集团发布体育战略，宣布成立暴风体育。
業界評論認為整起收購案堪以可笑形容，暴风似乎走入了一個很傳統老派的國際收購坑殺陷阱，若不是主其事者嚴重能力低落不然就是另有隱情，該公司的所謂轉播權諸多在2018年前後就要到期重新競標，而該公司的三位創辦人可以不簽競業條款輕易拿鉅款走人並去類似公司上班或自己成立新公司，操作過程怪異違反常見的國際收購模式，後來果然三位義大利老闆拿錢後迅速離職並帶走諸多高管，而歐洲大型賽事轉播權競標是一個高度技術性領域，想得標內有太多巧門和人脈運作，義大利人離開後冯鑫等人毫無經驗一但無法繼續取得轉播權這間公司等同一個無用空殼。之後果然事件連續爆發MPS在意甲国际版权的竞标中输给竞争对手IMG、法甲国际版权的竞标中输给BeIN、其餘轉播權競標陸續落敗，最後法網轉播權雖然到2021年才要重標但需支付500万英镑年度版權費，冯鑫居然連500万英镑也支付不起最後被告，英国高等法院下令MPS破產。
在完成收購後，MP & Silva卻在2018年迅速倒閉，引發光大證券和招商系起訴暴風集團認為其中涉及詐欺。2019年7月28日晚间，暴风集团发布公告称，公司实际控制人冯鑫因涉嫌犯罪被公安机关采取强制措施。次日暴风集团股价跌停罪名為对非国家工作人员行贿罪、职务侵占罪。据《财新》报道早在2019年4月从光大资本离职的项通因涉嫌刑事犯罪，被检查机关批捕，另《第一财经》报道项通在MPS案件中收受回扣1000多万元，外界可推斷案情走向為冯鑫行賄光大系项通，讓光大巨大的資金和招牌效應加入收購案讓暴風容易吸引更多其他資金上車，若無行賄運作依照正常評估程序很可能光大系內部稽查人員會發現MP & Silva公司有問題而不加入。

### 经营危机
2019年5月暴风子公司暴风智能在深圳湾软件园的員工拉横幅维权，討要拖欠半年薪資，而員工爆料大区仓库70多万的货一夜之间全部被总部清空他們若想查封公司資產也無門。2019年8月29日，民事上冯鑫由于违反上市公司财产报告制度已经被列为失信执行人名單。
2019年10月暴风集团发布公告称，公司2019年6月30日财报顯示归属于母公司所有者的净资产为負債2.4億元，公司存在经审计后2019年末公司股东的净资产为负的风险。根据相关规定，深圳证券交易所可能暂停公司股票上市。同時受到内外部环境的影响，公司管理人员和技术人员出现持续流失的情况，這是公司首度承認經營狀態極差。月底公司發佈公開報告，暴风集团总经理冯鑫被逮捕，之外包括副总经理张鹏宇、首席财务官张丽娜、证券事务代表等公司高管人员已全部辞职，深交所要求暴风集团尽快聘任相关高管。
2019年11月21日晚，暴风集团发布公告称，公司收到北京证监局下发的《关于对暴风集团股份有限公司的关注函》，称公司实际控制人、董事长、总经理冯鑫被羁押后，公司高管人员已于近期悉数辞职。为维护公司正常经营，北京证监局已于10月21日召开紧急协调会，要求公司董事会、监事会及在岗人员坚守岗位、尽职履责，全力维护公司经营稳定，对履职不力的，北京证监局将依据相关规定追责。22日晚间，有网友发现暴风影音官方网站移动端、PC端以及App均出现问题，无法正常打开，官网出现乱码排版，App则显示网络异常。对此，暴风集团回应，因拖欠合作方机房服务器托管费用，导致网站及手机客户端无法正常运作。
2020年8月28日，深圳证券交易所发布公告决定暴风集团股票终止上市，在终止上市的决定后十五个交易日届满的次一交易日起，暴风集团股票交易进入退市整理期。若暴风集团提出复核申请且本所上诉复核委员会作出维持终止上市决定，自上诉复核委员会作出该决定后的次一交易日起，公司股票交易进入退市整理期。退市整理期届满的次一交易日，深交所对暴风集团股票予以摘牌。9月21日起，公司股票交易进入退市整理期， 11 月 10 日被深圳证券交易所摘牌。

## 参看
- 恺英网络